# That's So Suite Life of Hannah Montana
That's So Suite Life of Hannah Montana er en crossover-episode mellem 3 af Disney Channels serier, nemlig That's So Raven, Hannah Montana og Zack og Codys Søde Hotelliv (The Suite Life of Zack and Cody). 

## Roller
| Skuespiller           | Rolle           |
| --------------------- | --------------- |
| Raven Symone          | Raven Baxter    |
| Anne-Marie Johnson    | Donna Cabonna   |
| Kyle Massey           | Cory Baxter     |
| Orlando Brown         | Eddie Thomas    |
| Anneliese van der Pol | Chelsea Daniels |
| Rondell Sheridan      | Victor Baxter   |
| Bobb'e J. Thompson    | Stanley         |
| Jasmine Guy           | Pistáche        |
| Annie Wood            | Kandra Blair    |
| Tiffany Thornton      | Tyler Sparks    |
| Malik Yoba            | Judge           |

### FraThe Suite Life of Zack & Cody
| skuespiller    | Rolle               |
| -------------- | ------------------- |
| Dylan Sprouse  | Zack Martin         |
| Cole Sprouse   | Cody Martin         |
| Brenda Song    | London Tipton       |
| Ashley Tisdale | Maddie Fitzpatrick  |
| Phill Lewis    | Mr. Moseby          |
| Kim Rhodes     | Carey Martin        |
| Brian Stepanek | Arwin Q. Hawkhauser |
| Adrian R'Mante | Esteban Ramirez     |
| Arturo Gil     | Robot               |
| Sharon Jordan  | Irene               |
| Adam Tait      | Reporter            |

### FraHannah Montana
| skuespiller     | Rolle                        |
| --------------- | ---------------------------- |
| Miley Cyrus     | Miley Stewart/Hannah Montana |
| Jason Earles    | Jackson Stewart              |
| Billy Ray Cyrus | Robby Ray Stewart            |
| Frances Callier | Roxy Roker                   |
| Richard Portnow | Marty Klein                  |
| Emily Osment    | Lilly Truscott               |
| Mitchel Musso   | Oliver Oken                  |